# Бывалка
Бывалка — деревня в Смоленской области России, в Ельнинском районе. Население — 22 жителя (2007). Расположена в юго-восточной части области в 30 км к юго-востоку от города Ельня, в 4 км южнее автодороги Р96 Новоалександровский(А101)- Спас-Деменск — Ельня — Починок, в 1 км западнее от границы с Калужской областью. Входит в состав Теренинского сельского поселения.

## История
В 1943 году в небе над деревней произошёл воздушный бой между лётчиками французского полка «Нормандия-Неман» и немецкими лётчиками. Один из самолётов французов был сбит и упал в болото.

## Известные люди
- 21 марта 1939 года в деревне родился известный челябинский учёный-биохимик Путятин Владимир Ильич.[2]